# Нэнси Дрю. Усыпальница пропавшей королевы
«Нэнси Дрю. Усыпальница пропавшей королевы» (англ. Nancy Drew: Tomb of the Lost Queen) — компьютерная игра, двадцать шестая из серии квестов про Нэнси Дрю компании Her Interactive. Сюжет частично взят из книги 1995 года «Тайны Нила» (англ. Secrets of the Nile).
Трейлер игры появлялся после прохождения предыдущей игры серии — «Нэнси Дрю: Сгоревшее алиби». Her Interactive объявила официальную дату выхода игры — 8 мая, предварительные заказы английской версии начались с 3 апреля. В России игру локализовала компания «Новый диск».
В игре сменился интерфейс в отличие от предыдущей игры. Инвентарь опять доступен на экране постоянно, как было в серии игр изначально. Также в игру вернулось главное меню.

## Сюжет
Археологическая команда Кингстонского университета на пороге величайшего открытия: они обнаружили почти нетронутую временем гробницу, которую много веков тщательно скрывали египетские пески. Но после того, как археологи остались без своего лидера, раскопки превращаются в сплошной хаос, сопровождающийся слухами о проклятии. Всё становится гораздо хуже после череды жутких происшествий, ужасных аварий и разоблачений эгоистичных намерений некоторых членов команды. Лишь Нэнси под силу докопаться до истины, находящейся в глубинах гробницы.

## Отзывы
| Сводный рейтинг          | Сводный рейтинг |
| Агрегатор                | Оценка          |
| ------------------------ | --------------- |
| GameRankings             | 73,33 %         |
| Metacritic               | n/a             |
| MobyRank                 | 83 (Win)        |
| Иноязычные издания       |                 |
| Издание                  | Оценка          |
| AllGame                  | 3,5 из 5        |
| Adventure Classic Gaming | 5 из 5          |
| AdventureGamers          | 3               |